# Pandanus fidelis
Pandanus fidelis är en enhjärtbladig växtart som beskrevs av Harold St.John. Pandanus fidelis ingår i släktet Pandanus och familjen Pandanaceae.
Artens utbredningsområde är Nya Kaledonien. Inga underarter finns listade.